# Список послов СССР и России в Мозамбике
В статье представлен список послов СССР и России в Мозамбике.
- 25 июня 1975 г. — установление дипломатических отношений на уровне посольств.

## Список послов
| Срок полномочий                   | Посол                          | Годы жизни | Вручение верительных грамот | Комментарии                  |
| --------------------------------- | ------------------------------ | ---------- | --------------------------- | ---------------------------- |
| СССР                              |                                |            |                             |                              |
| 5 ноября 1975 — 17 июля 1980      | Пётр Никитович Евсюков         | 1921—1999  | 4 декабря 1975              |                              |
| 17 июля 1980 — 30 декабря 1982    | Валентин Петрович Вдовин       | 1927—2015  | 16 августа 1980             |                              |
| 30 декабря 1982 — 1 сентября 1986 | Юрий Фаддеевич Сепелёв         | 1930—2012  | 20 декабря 1982             |                              |
| 1 сентября 1986 — 18 марта 1991   | Николай Кириллович Дыбенко     | 1928—2002  |                             |                              |
| 18 марта — 25 декабря 1991        | Владимир Владимирович Корнеев  | 1940—2007  |                             |                              |
| Российская Федерация              |                                |            |                             |                              |
| 25 декабря 1991 — 5 июня 1996     | Владимир Владимирович Корнеев  | 1940—2007  |                             |                              |
| 5 июня 1996 — 24 августа 2000     | Вячеслав Борисович Крылов      | 1940—      |                             |                              |
| 24 августа 2000 — 15 октября 2004 | Владимир Васильевич Земский †  | 1939—2004  |                             |                              |
| 15 октября 2004 — 15 июля 2005    | Валентин Герасимович Алёшин    | 1943—2022  |                             | Временный поверенный в делах |
| 15 июля 2005 — 17 июня 2010       | Игорь Валентинович Попов       | 1954—      |                             |                              |
| 17 июня 2010 — 29 июля 2017       | Андрей Вадимович Кемарский     | 1955—      |                             |                              |
| 29 июля 2017 — 11 мая 2024        | Александр Васильевич Суриков † | 1956—2024  | 18 октября 2017             |                              |
| 11 мая 2024 — 18 августа 2025     | Сергей Борисович Нескороженков | 1969—      |                             | Временный поверенный в делах |
| 18 августа 2025 — настоящее время | Владимир Николаевич Тараров    | 1960—      |                             |                              |